# Ravneț, Dobrici
Ravneț (în bulgară Равнец, în română Perifacâ) este un sat în comuna Gheneral-Toșevo, regiunea Dobrici, Dobrogea de Sud, Bulgaria. 
Între anii 1913-1940 a făcut parte din plasa Casim a județului Caliacra, România.

## Demografie
Componența etnică a satului Ravneț
     Turci (11,88%)
     Bulgari (38,11%)
     Romi (46,31%)
     Nicio identificare (3,68%)
La recensământul din 2011, populația satului Ravneț era de 244 locuitori. Nu există o etnie majoritară, locuitorii fiind romi (46,31%), bulgari (38,11%) și turci (11,88%). Pentru 3,68% din locuitori nu este cunoscută apartenența etnică.